# Tanjung Muda (Sinembah Tanjung Muda Hulu)
Tanjung Muda is een bestuurslaag in het regentschap Deli Serdang van de provincie Noord-Sumatra, Indonesië. Tanjung Muda telt 224 inwoners (volkstelling 2010).